# Sunitynib
Sunitinib – organiczny związek chemiczny, inhibitor kinazy białkowej.

## Wskazania
Wskazany w leczeniu:
- nowotworów podścieliskowych przewodu pokarmowego (ang. gastrointestinal stromal tumor – GIST) nieoperacyjny lub z przerzutami po niepowodzeniu leczenia metanosulfonianem imatynibu,
- zaawansowanego raka nerki bez lub z przerzutami (ang. metastatic renal cell cancer – MRCC) – IV stopień kliniczny zaawansowania.
- nowotwór neuroendokrynny trzustki, nieoperacyjny lub z przerzutami, dobrze zróżnicowany (ang. pancreatic neuroendocrine tumours – NET) – zatwierdzony przez FDA[1] oraz Komisję Europejską[2].

W 2009 roku Agencji Oceny Technologii Medycznych zarekomendowała finansowanie ze środków publicznych sunitynibu w leczeniu zaawansowanego raka nerki z przerzutami

## Mechanizm działania
Sunitynib hamuje liczne receptory kinazy tyrozynowej (RTK), które biorą udział we wzroście nowotworów, w neoangiogenezie i w rozsiewie choroby nowotworowej z przerzutami. Sunitynib został zidentyfikowany jako inhibitor receptorów płytkowego czynnika wzrostu, receptorów czynników wzrostu śródbłonka naczyniowego (VEGFR1, VEGFR2 i VEGFR3), receptorów czynnika komórek pnia (KIT), kinazy tyrozynowej podobnej do Fms-3 (FLT3), receptorów czynnika stymulującego powstawanie kolonii (CSF-1R) i receptorów glejopochodnego czynnika neurotroficznego (ang. RET). W testach biochemicznych i komórkowych podstawowy metabolit sunitynibu wykazuje działanie podobne do sunitynibu.

## Właściwości farmakokinetyczne

### Wchłanianie
Po podaniu doustnym sunitynibu maksymalne stężenie (Cmax) stwierdza się na ogół po upływie 6 – 12 godzin (Tmax).
Pokarm nie wpływa na dostępność biologiczną sunitynibu.

### Dystrybucja
W badaniach in vitro stopień wiązania się sunitynibu i jego podstawowego czynnego metabolitu z ludzkimi białkami osocza wynosił odpowiednio 95% i 90% niezależnie od stężenia. Pozorna objętość dystrybucji (Vd) w przypadku sunitynibu była znaczna – 2230 l, co wskazuje na penetrację leku do tkanek.

### Biotransformacja
Sunitynib jest metabolizowany przede wszystkim przez izoenzym CYP3A4 cytochromu P450, który
katalizuje reakcję powstawania głównego czynnego metabolitu dietylu sunitynibu podlegającego dalszemu metabolizmowi katalizowanemu przez ten sam izoenzym.

### Eliminacja
Substancja czynna jest wydalana przede wszystkim z kałem (61%), natomiast przez nerki ulega wydaleniu 16% podanej dawki w postaci niezmienionej i metabolitów.

## Częste i bardzo częste działania niepożądane
| - ból/podrażnienie w obrębie jamy ustnej - bolesność jamy ustnej/stan zapalny - zaburzenia smaku - uczucie pieczenia i bólu języka - zaburzenia żołądkowe - nudności - wymioty - biegunka - zapalenie błony śluzowej układu pokarmowego - nadmierna ilość gazów w żołądku lub jelitach - zaparcia | - bóle brzucha - utrata/zmniejszenie apetytu - utrata siły - utrata masy ciała - zażółcenie skóry/przebarwienia skórne - zmiana koloru włosów - utrata włosów - wysypka na dłoniach i podeszwach stóp - pęcherze - wysypka | - suchość skóry - krwawienie z nosa - skrajne zmęczenie - nadciśnienie tętnicze - migrena - osłabiona/zaburzona zdolność serca do pompowania krwi - ból głowy - zmniejszenie liczby płytek krwi, krwinek czerwonych i (lub) neutrofilii - zmniejszona liczba krwinek białych - zmniejszenie aktywności tarczycy (niedoczynność tarczycy) - ból ramion i nóg |